# ヴァルセージア国際音楽コンクール
ヴァルセージア国際音楽コンクール（International Competition “Valsesia Musica”）は、 イタリアのヴェルチェッリ県にあるヴァルセージア渓谷の名を冠した若手音楽家のための音楽コンクールである。

## 概要
ヴァルセージア音楽文化協会が主催し、1981年から開始された。1999年までヴィオッティ・ヴァルセージア国際コンクール（International Competition Viotti - Valsesia）の名称を使用していたが、2000年から現在の名称に変更した。ヴェルチェッリ県には、国際音楽コンクール世界連盟に加盟しているヴィオッティ国際音楽コンクールがあるが、これとは別のコンクールである。
現在の年齢制限は37歳以下である。オンライン時代に入ったことに伴い、予選と本選は初開催時とは大きく異なっている。

## 開催年と入賞者

### 1981年（第1回）
- ピアノ部門（18歳以下）
  - 第1位　CONSTANTIN SANDU （ルーマニア）
  - 第2位　Hervé Billaut （フランス）、Giacomo Fuga （イタリア）
  - 第3位　Ernst Nolting Hauff （ドイツ）
  - 第4位　Zoran Grujc （ユーゴスラヴィア）
- ロマン派ピアノ部門
  - 第1位　VLADIMIR GALAY （イスラエル）
  - 第2位　Maurizio Deoriti （イタリア）、Gidi Ayoub （レバノン）、Dianne Werner （カナダ）
  - 第3位　Giuseppe Massaglia （イタリア）、Michael Zieschang  （ドイツ）
  - 第4位　Giuseppina Scravaglieri （イタリア）、Paul Verona （アメリカ）

### 1982年（第2回）
- ピアノ部門（16歳以下）
  - 第1位　YURA MARGULIS （ドイツ）
  - 第2位　Francesco Cipolletta （イタリア）
  - 第3位　児玉麻里（日本）
  - 第4位　Doina Gricore （ルーマニア）
- ピアノ部門（20歳以下）
  - 第1位　OLIVIER  CAZAL （フランス）
  - 第2位　ex-aequo Igor  Kamenz （ロシア）
  - 第2位　ex-aequo Kornelia Ogorkowna （ポーランド）
  - 第3位　Maurizio Zanini （イタリア）
  - 第4位　Ileana Horculescu （ルーマニア）
- ロマン派ピアノ部門
  - 第1位　なし
  - 第2位　Laure Rivierre （フランス）、Hugo Seebach （ドイツ）
  - 第3位　なし
  - 第4位　Paola Ballerin （イタリア）
- 作曲部門
  - ディプロマとメダル授与　Irina Odagescu （ルーマニア）、Felice Caggiano （イタリア）、Michael Torke （アメリカ）

### 1983年（第3回）
- ピアノ部門（16歳以下）
  - 第1位　なし
  - 第2位　Yukako Takeuchi （日本）
  - 第3位　Bogdan Pavlica （ルーマニア）
  - 第4位　Clementina Ristea （ルーマニア）、Oltea Serban Parau （ルーマニア）
- ピアノ部門（20歳以下）
  - 第1位　なし
  - 第2位　Dan Dediu （ルーマニア）Kathleen Demes （ドイツ）
  - 第3位　Salvatore Fabrizio Spinoso （イタリア）
  - 第4位　Alberto Baldrighi （イタリア）
- ロマン派ピアノ部門
  - 第1位　KATSUMI  DAIRAKU （日本）
  - 第2位　Judy Chin （台湾）、Luigi Rota （イタリア）
  - 第3位　Thomas Hlawatsch （台湾）
  - 第4位　なし
- 作曲部門
  - 第1位　なし
  - 第2位　Talia Secla Currite （イタリア）
  - 第3位　なし

### 1984年（第4回）
- ピアノ部門
  - 第1位　TOMOKO MURAKOSHI （日本）、及川浩治（日本）
  - 第2位　Shelly Grossman （アメリカ）、Dessislava Valtchanova （ブルガリア）
  - 第3位　Albertina Dalla Chiara （イタリア）、Suzanne Gerloff （ドイツ）
- ロマン派ピアノ部門
  - 第1位　大八木恭子（日本）、MICHAEL SCHNEIDT （ドイツ）、GUALTIERO TOGLIATTI （イタリア）
  - 第2位　なし
  - 第3位　Shelly Grossman （アメリカ）、Eric Lang （フランス）
  - 第4位　Marc Ray （イギリス）、Benedetta Simonati （イタリア）
- 作曲部門
  - 第1位　なし
  - 第2位　なし
  - 第3位　Francesco Canturano （イタリア）、Giorgio Tosi （イタリア）

### 1986年（第5回）
- ピアノ部門
  - 第1位　JAN FOUNTAIN （イギリス）
  - 第2位　Michaela Hoffmann （ドイツ）、Veronique Pelissero （フランス）
  - 第3位　Philippe Ambrosi （フランス）
  - 第4位　Joelle Bertin （フランス）、Won – Sook  Hur （韓国）
- ロマン派ピアノ部門
  - 第1位　WON - SOOK HUR （韓国）
  - 第2位　Philippe Ambrosi （フランス）
  - 第3位　Francesco Conti （イタリア）、Roy Morano （アメリカ）
  - 第4位　Carlo Palese （イタリア）、Yasuko Tomoda （日本）
- 作曲部門
  - 第1位　なし
  - 第2位　Fulvio Brambilla （イタリア）
  - 第3位　Emanuela Ballio （イタリア）、Eduardo Alonso Crespo （アルゼンチン）

### 1988年（第6回）
- ピアノ部門
  - 第1位　PASCAL GALLET （フランス）、YONG - KYU LEE （韓国）
  - 第2位　なし
  - 第3位　Bernd Schnabel （ドイツ）
  - 第4位　Maho Yoshida （日本）
- ロマン派ピアノ部門
  - 第1位　KIOKO AIZAWA （日本）
  - 第2位　Michaela Hoffmann （ドイツ）
  - 第3位　なし
  - 第4位　Paolo Gilardi （イタリア）
- 作曲部門
  - 第1位　BENEDICT MASON （イギリス）
  - 第2位　Gianpaolo Luppi （イタリア）、Benedict Mason （イギリス）
  - 第3位　Massimo Lauricella （イタリア）

### 1990年（第7回）
- ピアノ部門
  - 第1位　SEIZO AZUMA （日本）、FREDERIC LAGARDE （フランス）
  - 第2位　Marina Scalafiotti （イタリア）
  - 第3位　Corrado Ratto （イタリア）、Noriko Tobe （日本）
- ロマン派ピアノ部門
  - 第1位　SEIZO AZUMA （日本）、MAURIZIO MORETTA （イタリア）
  - 第2位　Frédéric Lagarde （フランス）
  - 第3位　Pascal Meyer （フランス）
  - 第4位　Tomaiuki Toii （日本）
- 作曲部門
  - 第1位　なし
  - 第2位　Massimo Lauricella （イタリア）
  - 第3位　なし

### 1992年（第8回）
- ピアノ部門
  - 第1位　なし
  - 第2位　Justas Duarionas Lithuania
  - 第3位　Francesco Grillo （イタリア）、Akika Ikinohe （日本）
  - 第4位　Tomoko Nakagawa （日本）、Shinja Ogasawara （日本）
- ロマン派ピアノ部門
  - 第1位　なし
  - 第2位　Alexei Suchkov （ロシア）
  - 第3位　Rinaldo Bellucci （イタリア）、Giuseppe Merli （イタリア）
  - 第4位　Shinja Ogasawara （日本）、Yuko Tanaka （日本）

### 1993年（第9回）
- 声楽部門
  - 第1位　なし
  - 第2位　Walter  Fraccaro （テノール、イタリア）
  - 第2位　Seuk - Ran Lee （ソプラノ、韓国）、Dzemil Redzepi （バリトン、ユーゴスラヴィア）
  - 第3位　Eva Santana （ソプラノ、スペイン）、Sang Gon Kim （テノール、韓国）

### 1994年（第10回）
- ピアノ部門
  - 第1位　DMITRI KRIVONOS （ロシア）
  - 第2位　Barbara Moser （台湾）、Enrico Stellini （イタリア）
  - 第3位　Ivano Luca  （イタリア）
- 声楽部門
  - 第1位　XIU WEI SUN （ソプラノ、中国）、ISABELLE GIULIANI （ソプラノ、ベルギー）
  - 第2位　Ernesto Grisales （テノール、コロンビア）
  - 第3位　Hyun - Seun Liu （バリトン、韓国）

### 1995年（第11回）
- ピアノ部門
  - 第1位　なし
  - 第2位　Giuseppe Merli （イタリア）、Luca Rasca （イタリア）、Palmo Venneri （イタリア）
  - 第3位　Simon Trpceski （マケドニア）
- 声楽部門
  - 第1位　なし
  - 第2位　Ramona Eremia （ソプラノ、ルーマニア）、Un - Bung Ro （バス、韓国）
  - 第3位　Jang - Woo Choe （バリトン、韓国）、Carmen Violeta Gurban （ソプラノ、ルーマニア）

### 1996年（第12回）
- 声楽部門
  - 第1位　MYEOUNG HEE LEE （ソプラノ、韓国）
  - 第2位　Soon Won Kang （バス、韓国）
  - 第3位　Miguelangelo Cavalcanti （バリトン、ブラジル）、Hyug  Ki Lee （バリトン、韓国）
- ピアノ部門
  - 第1位　VSEVOLOD DVORKIN （ロシア）、FRANCESCO GRILLO （イタリア）
  - 第2位　干野宜大（日本）、Laura McDonald Australia
  - 第3位　Yu - Lien The （ドイツ）

### 1997年（第13回）
- 声楽部門
  - 第1位　HYE - KYUNG JEOUNG （ソプラノ、韓国）、ISABELLE PHILIPPE （ソプラノ、フランス）
  - 第2位　Hyun - Mi Oh （ソプラノ、韓国）、Larisa Rogovets （メゾソプラノ、ウクライナ）
  - 第3位　Roberta Canzian （ソプラノ、イタリア）
  - 第4位　Hea - Ran Kim （ソプラノ、韓国）、Hye - Ju Kum （ソプラノ、韓国）
- ピアノ部門
  - 第1位　LUIZA ROXANA BORAC （ルーマニア）、SIVAN SILVER （イスラエル）
  - 第2位　Tamara Sanikidze （グルジア）
  - 第3位　Massimo Severino （イタリア）
  - 第4位　Pier Francesco Forlenza （イタリア）

### 1998年（第14回）
- ヴァイオリン協奏曲部門
  - 第1位　ALEXEI NAGOVITSYN （ロシア）
  - 第2位　Hisaya Sato （日本）、Enkeleida Sheshaj （アルバニア）
  - 第3位　Nancy Benda （オーストリア／ブラジル）
- ピアノ部門
  - 第1位　AMIR KATZ （イスラエル）、VACLAV MACHA Czech Republic
  - 第2位　Mee - Hyun Ahn （韓国）Tomoko Terada Tajima （日本）
- 声楽部門
  - 第1位　MAN - TAEK AH （テノール、韓国）
  - 第2位　Shin - Young Hwang （ソプラノ、韓国）、Tae - Keun Kim （テノール、韓国）
  - 第3位　Seoung - Chuel   Kim （バリトン、韓国）
  - 第4位　Hyoung - Kyoo Kang （バリトン、韓国）

### 1999年（第15回）
- ヴァイオリン協奏曲部門
  - 第1位　庄司紗矢香（日本）
  - 第2位　Graf (Sandor) Mourja （ロシア）
  - 第3位　Susanna Grigorian （アルメニア）、Anna Savytska （ウクライナ）
- ピアノ部門
  - 第1位　EVELINA BORBEI （ロシア）
  - 第2位　Giuseppe Andaloro （イタリア）
  - 第3位　Alexander Taylor （イギリス）
  - 第4位　Alexei Muratov （ロシア）、Junko Nishikawa （日本）
- 声楽部門
  - 第1位　なし
  - 第2位　Ji - Young Koo （メゾソプラノ、韓国）
  - 第3位　You - Jin Baik （ソプラノ、韓国）、Li Huang （メゾソプラノ、中国）
  - 第4位　Se - Jin Lee （ソプラノ、韓国）、Tsutomu Wakabayashi （バス、日本）

### 2000年（第16回）
- ピアノ部門
  - 第1位　BUM - SUK KIM （韓国）
  - 第2位　Maxim Philippov （ロシア）
  - 第3位　Elisa  Tomellini  （イタリア）
  - 第4位　Erik Reischl （ドイツ）
- 声楽部門
  - 第1位　なし
  - 第2位　Daria Masiero （ソプラノ、イタリア）
  - 第3位　Young - Hoon Shin （テノール、韓国）
  - 第4位　Paolo Servidei （バリトン、イタリア）
- ヴァイオリン協奏曲部門
  - 第1位　ANNA  TIFU （イタリア）
  - 第2位　Serguey Galaktionov （ロシア）、Maia Gwasalia - Shamugia （グルジア）
  - 第3位　Rodion Petrov （ロシア）
  - 第4位　Enzo Ligresti （イタリア）

### 2001年（第17回）
- ヴァイオリン協奏曲部門
  - 第1位　ILIJA MARINKOVIC （台湾）
  - 第2位　Mario Di Nonno （イタリア）、Min Jung Kang （韓国）
  - 第3位　Alissa Margulis （ドイツ）、Daria Zappa （スイス）
- 声楽部門
  - 第1位　TOMOKO SHIMIZU （ソプラノ、日本）
  - 第2位　Sung Hyun Cho （ソプラノ、韓国）、Su Young Kim （メゾソプラノ、韓国）
  - 第3位　Natalija Ermakova （ソプラノ、ロシア）、Gianna Queni （ソプラノ、イタリア）
  - リート賞　Veronica Amarres （メゾソプラノ、ロシア）
- ピアノ部門
  - 第1位　なし
  - 第2位　Ekaterina Popova （ベラルーシ）
  - 第3位　ex-aequo Marc Pierre Toth （カナダ）
  - 第3位　ex-aequo Xie Yaou （中国）

### 2002年（第18回）
- ヴァイオリン協奏曲部門
  - 第1位　小野明子（日本）
  - 第2位　Francesco Cerrato （イタリア）、Maki Itoi （日本）
  - 第3位　Song Ge （中国）
- 声楽部門
  - 第1位　JONG - EUN LEE （ソプラノ、韓国）、SEUNGYONG OH （バリトン、韓国）
  - 第2位　Seung - Kyu Park （テノール、韓国）、Nadia Vezzù （ソプラノ、イタリア）
  - 第3位　Tanja Ariane Baumgartner （メゾソプラノ、ドイツ）、Olga Valmond （ソプラノ、スイス）
  - リート賞　Olga Valmond （ソプラノ、スイス）
- ピアノ部門
  - 第1位　なし
  - 第2位　Kanade Joho （日本）、Eleonora Karpoukhova （ロシア）
  - 第3位　Young - Ah Tak （韓国）

### 2003年（第19回）
- ヴァイオリン協奏曲部門
  - 第1位　EMIL CHUDNOVSKY （アメリカ）、EDOARDO ZOSI （イタリア）
  - 第2位　Katja Lämmermann （ドイツ）、Valentina Sviatlovskaia （ロシア）
  - 第3位　Elena Mikhailova Pogosova （スペイン）
- ピアノ部門
  - 第1位　LUCA TRABUCCO （イタリア）、TOOMAS VANA （エストニア）
  - 第2位　Giuseppe Gullotta （イタリア）、Georgi Trendafiloff （ブルガリア）
  - 第3位　Alessandra Giunti （イタリア）
- 声楽部門
  - 第1位　AKYEONG LEE (メゾソプラノ・ソプラノ、韓国）
  - 第2位　Volodymyr Deyneka （バス・バリトン、ウクライナ）
  - 第3位　Tiziano  Bracci （バス、イタリア）、Kwang Yul Wang （バリトン、韓国）
  - リート賞　Sa - Hoon An （テノール、韓国）

### 2004年（第20回）
- ヴァイオリン協奏曲部門
  - 第1位　ROMAN SIMOVIC （モンテネグロ）、ANTAL SZALAI （ハンガリー）
  - 第2位　Rodion Petrov （ロシア）
  - 第3位　Philippe Mesin （ドイツ）
  - 第4位　なし
- 声楽部門
  - 第1位　CATERINA CELLIA COSTEA （ソプラノ、ルーマニア）
  - 第2位　Tuncay Kurtoglu （バス、トルコ）、Ji Hye  Son （ソプラノ、韓国）
  - 第3位　Measha Brueggergosman （ソプラノ、カナダ）、Ombretta Macchi （ソプラノ、イタリア）
  - 第4位　Se - Jin Lee （ソプラノ、韓国）
- ピアノ部門
  - 第1位　ILYA RASHKOVSKIY （ロシア）
  - 第2位　Vincenzo De Stefano （イタリア）、Yoshifumi Morita （日本）
  - 第3位　Victor Stanislavsky （イスラエル）
  - 第4位　Kostyantyn Travinskyy Ukraine

### 2005年（第21回）
- ヴァイオリン協奏曲部門
  - 第1位　RODION PETROV （ロシア）
  - 第2位　Lilya Bekirova （ウズベキスタン）、Francesca Dego （イタリア）、Julia Igonina （ベラルーシ）
- 声楽部門
  - 第1位　HYUN - SOOK LEE （ソプラノ、韓国）
  - 第2位　Pavel Kudinov （バス、ロシア）、Margherita Tomasi （ソプラノ、イタリア）
  - 第3位　Toshiaki Murakami （テノール、日本）
  - 第4位　Larissa Demidova （メゾソプラノ、ロシア／イタリア）
- ピアノ部門
  - 第1位　VICTORIA KORCHINSKAYA KOGAN （カナダ／ロシア）
  - 第2位　Sofya Gulyak （ロシア）
  - 第3位　Enrique Bernaldo De Quiros （スペイン）、Alessandra Macellaro La Franca （イタリア）
  - 第4位　Tomoko Okawa （日本）

### 2006年（第22回）
- ヴァイオリン協奏曲部門
  - 第1位　STEFAN TARARA （ドイツ）
  - 第2位　Philippe Mesin （ドイツ）、Elena Mikhailova （スペイン）
  - 第3位　Noè Inui （ギリシャ）、Greta Medini （イタリア）
- 声楽部門
  - 第1位　SANG GUN SUK （バリトン、韓国）
  - 第2位　Lianna Harutyunyan （ソプラノ、フランス）、Jeong - Kyu Kim （バリトン、韓国）
  - 第3位　Kihyun  Kim （テノール、韓国）、Chang Kwon Lee （バリトン、韓国）
  - 第4位　David Gvinianidze （テノール、グルジア）、Kevin Leo （テノール、南アフリカ）
- ピアノ部門
  - 第1位　セルゲイ・タラソフ (ピアニスト) （ロシア）
  - 第2位　アレクサンドル・ヤコブレフ_(ピアニスト) （ロシア）
  - 第3位　Alexey Chernov （ロシア）
  - 第4位　Alina Kabanova （ロシア）、Alexander Maslov （ロシア）、Aimo Pagin （フランス）

### 2007年（第23回）
- ヴァイオリン協奏曲部門
  - 第1位　アレクサンダー・ソロコフ （オーストリア）
  - 第2位　フランチェスカ・デゴ （イタリア）、Jaroslaw Nadrzycki （ポーランド）
  - 第3位　Agnieszka Guz （ポーランド）
  - 第4位　ヒルデガルド・フェノー （フランス）
- ピアノ部門
  - 第1位　アレクサンドル・ヤコブレフ （ロシア）
  - 第2位　イロナ・ティムチェンコ （ロシア）
  - 第3位　Juan Francisco Lago Cuellar （スペイン）、奥田暁仁 （日本）

### 2008年（第24回）
- ヴァイオリン協奏曲部門
  - 第1位　 ヴィアチェスラフ・チェスティグラゾフ（スペイン）
  - 第2位　 エウジェン・ティチンデレアヌ（ルーマニア）
  - 第3位　 アンドレイ・バラノフ（ロシア）
- ピアノ部門
  - 第1位　 ティムール・ガスラトフ（ウクライナ）
  - 第2位　 クリストファー・ファルゾーネ（アメリカ）、オルガ・コズロワ（英語版）（ロシア）、アレクサンドル・ピロジェンコ（ロシア）
  - 第3位　なし
  - 第4位　石村 純 （日本）

### 2009年（第25回）
- ヴァイオリン協奏曲部門
  - 第1位　 エリン・キーフ（アメリカ）
  - 第2位　 ヴラッド・スタンクリーサ（ルーマニア）、イラクリ・ツァダイア（ドイツ）
  - 第3位　 グレタ・メディーニ（イタリア）
- ピアノ部門
  - 第1位　 スン・チャン（韓国）、イロナ・ティムチェンコ（ロシア）
  - 第2位　 エスター・パーク（アメリカ）
  - 第3位　 小澤佳永（日本）、エリア・タリアヴィア（イタリア）

### 2010年（第26回）
- ヴァイオリン協奏曲部門
  - 第1位　 ニキータ・ボリソグレブスキー（ベルギー/ロシア）、JAROSLAW NADRZYCKI（ポーランド）
  - 第2位　 エカテリーナ・フロローヴァ（ロシア）
  - 第3位　 ビョル・カン（ドイツ）
- ピアノ部門
  - 第1位　 アレクセイ・チェルノフ（ロシア）、森田義史（日本）
  - 第2位　 アンナ・ブルキナ（ロシア）、サムソン・ツォイ（ロシア）
  - 第3位　 なし

### 2011年（第27回）
- ヴァイオリン協奏曲部門
  - 第1位　 エカテリーナ・フロロヴァ（ロシア）
  - 第2位　 リヤ・ペトロヴァ（ブルガリア）、アンドレイ・ロゼンデント（ロシア）
  - 第3位　 ドミトリー・セレブレニコフ（ロシア）
- ピアノ部門
  - 第1位　 なし
  - 第2位　 セバスティアン・ディ・ビン（イタリア）、アンドレイ・ストゥカロフ（ロシア）
  - 第3位　 レオン・ブッシュ（ドイツ）

### 2012年（第28回）
- ヴァイオリン協奏曲部門
  - 第1位　 ロマン・キム（ロシア）
  - 第2位　 フョードル・ルディン（フランス/ロシア）
  - 第3位　 アレクサンダー・クズネツォフ（ロシア）、オレクサンドル・プシュカレンコ（ウクライナ）
- ピアノ部門
  - 第1位　 ドミトリー・レフコヴィッチ（カナダ）
  - 第2位　 ミン・シエ（中国）
  - 第3位　 なし

### 2013年（第29回）
- ヴァイオリン協奏曲部門
  - 第1位　 ダリボー・カルヴァイ（スロバキア）、アレクサンダー・クズネツォフ（ロシア）
  - 第2位　 イオアナ・クリスティーナ・ゴイチ（ルーマニア）、シーヤング・キム（韓国）
  - 第3位　 なし
- ピアノ部門
  - 第1位　 サーシャ・グリニュク（ウクライナ）、ジアニン・コン（中国）
  - 第2位　 グアン・チェン（中国）
  - 第3位　 なし

### 2014年（第30回）
- ヴァイオリン協奏曲部門
  - 第1位　 フョードル・ルディン（フランス）
  - 第2位　 エルミル・アベシ（アルバニア/アメリカ）、ダーヴィト・ネベル（スイス）
  - 第3位　 なし
- ピアノ部門
  - 第1位　 アンドレイ・ググニン（ロシア）、エフゲニー・スタロドゥブツェフ（ロシア）
  - 第2位　 アラム・バン（韓国）、アンナ・ブルキナ（ロシア）、オ・ヨンテク（韓国）
  - 第3位　 なし

### 2015年（第31回）
- ヴァイオリン協奏曲部門
  - 第1位　 なし
  - 第2位　 ファニー・クラマジラン（フランス）、ヒルデガルド・フェノー（フランス）、鈴木愛理（日本）
  - 第3位　 エルミル・アベシ（アルバニア/アメリカ）
- 声楽部門
  - 第1位　 ディアドラ・J・アンゲネント（ソプラノ、オランダ）、LI KENG（ソプラノ、台湾）
  - 第2位　 Shin Je Bang（メゾソプラノ、韓国）、キム・ウィソン（バリトン、韓国）
  - 第3位　 Ho Joun Lee（バリトン、韓国）

### 2016年（第32回）
- ヴァイオリン協奏曲部門
  - 第1位　 なし
  - 第2位　 荒井優利奈（日本）、カロリーナ・クルコウスキー（ポーランド/コロンビア）、イ・ミヨン（韓国）
  - 第3位　 なし
- ピアノ部門
  - 第1位　 フョードル・アミーロフ（ロシア）、正田彩音（日本）
  - 第2位　 なし
  - 第3位　 矢野雄太（日本）

### 2017年（第33回）
- ヴァイオリン協奏曲部門
  - 第1位　 福田廉之介（日本）
  - 第2位　 Stanko Madić（セルビア）
  - 第3位　 パウロ・クロプフィッチュ（オーストリア）
- 声楽部門
  - 第1位　 ジュリア・ムジチェンコ（ソプラノ、ロシア）、YONGHYUN RYU（テノール、韓国）
  - 第2位　 フランチェスカ・ベニテス（ソプラノ、イタリア）、アルミニア・フリーベ（ソプラノ、ドイツ）、Taeyoung Lee（バリトン、韓国）
  - 第3位　 Byeong Ryong Lee（テノール、韓国）、Sungmin Song（テノール、韓国）

### 2018年（第34回）
- ヴァイオリン協奏曲部門
  - 第1位　 SIMON ZHU（ドイツ）
  - 第2位　 大野有佳里（日本）
  - 第3位　 オレクサンドル・プシュカレンコ（ウクライナ）
- ピアノ部門
  - 第1位　 SO HYANG IN（韓国）
  - 第2位　 ヴァシル・コティス（ウクライナ）、Se-Hyeong Yoo（韓国）
  - 第3位　 稲垣拓己（日本）

### 2019年（第35回）
- ヴァイオリン協奏曲部門
  - 第1位　 飯守朝子（日本）
  - 第2位　 ヴィクラム・セドナ（イタリア）
  - 第3位　 Rok Zaletel Černoš（スロベニア）
- 声楽部門
  - 女声部門
    - 第1位　 なし
    - 第2位　 Danbi Lee（メゾソプラノ、韓国）
    - 第3位　 マリアン・グリスハーバー（ソプラノ、ドイツ）、Eva Jeong （ソプラノ、韓国）

  - 男声部門
    - 第1位　 HO JOUN LEE（バリトン、韓国）
    - 第2位　 Youngjun Park（バリトン、韓国）
    - 第3位　 Chung-Man Lee（テノール、韓国）

### 2023年（第39回）
- ヴァイオリン協奏曲部門
  - 第2位OKURA Yoshie (JPN)&ZALETEL ČERNOŠ Rok (SLO) ex-aequo
  - 第3位 YU Xiaoqing(CHN)
- ピアノ部門
  - 第1位 Paul MNATSAKANOV(U.S.A.)
  - 第2位 Zhen WANG(CHN)&Tomasz ZAJĄC(POL) ex-aequo
  - 第3位 Shuta KIMOTO(JPN)&Yuna NAKAGAWA (JPN) ex-aequo
  - “Giovanni Turcotti”特別賞 Tristan MURPHY(AUS)